# National Film Award/Bester Unterhaltungsfilm
Die Gewinner des National Film Award der Kategorie Bester Unterhaltungsfilm (Best Popular Film Providing Wholesome Entertainment) waren:
| Jahr | Film                        | Sprache          | Regisseur                | Produzent                                             |
| ---- | --------------------------- | ---------------- | ------------------------ | ----------------------------------------------------- |
| 1974 | Kora Kaagaz                 | Hindi            | Anil Ganguly             |                                                       |
| 1975 | Tapasya                     | Hindi            | Anil Ganguly             |                                                       |
| 1976 | kein Preis                  | -                | -                        | -                                                     |
| 1977 | Swami                       | Hindi            | Basu Chatterjee          |                                                       |
| 1978 | Ganadevata                  | Bengalisch       | Tarun Majumdar           |                                                       |
| 1979 | Sankarabharanam             | Telugu           | K. Viswanath             |                                                       |
| 1980 | kein Preis                  | -                | -                        | -                                                     |
| 1981 | kein Preis                  | -                | -                        | -                                                     |
| 1982 | kein Preis                  | -                | -                        | -                                                     |
| 1983 | kein Preis                  | -                | -                        | -                                                     |
| 1984 | Kony                        | Bengalisch       | Saroj De                 |                                                       |
| 1985 | kein Preis                  | -                | -                        | -                                                     |
| 1986 | Samasaram Athu Minsaram     | Tamilisch        | Visu                     |                                                       |
| 1987 | Pushpak Vimana              | Kannada          | Srinivasa Rao Singeetham |                                                       |
| 1988 | Qayamat Se Qayamat Tak      | Hindi            | Mansoor Khan             |                                                       |
| 1989 | Chandni Geethanjali         | Hindi Telugu     | Yash Chopra Mani Ratnam  |                                                       |
| 1990 | Ghayal                      | Hindi            | Rajkumar Santoshi        |                                                       |
| 1991 | kein Preis                  | -                | -                        | -                                                     |
| 1992 | Sargam                      | Malayalam        | Hariharan                |                                                       |
| 1993 | Manichithrathazhu           | Malayalam        | Fazil                    |                                                       |
| 1994 | Hum Aapke Hain Koun...!     | Hindi            | Sooraj R. Barjatya       |                                                       |
| 1995 | Dilwale Dulhania Le Jayenge | Hindi            | Aditya Chopra            |                                                       |
| 1996 | Maachis                     | Hindi            | Gulzar                   |                                                       |
| 1997 | Dil To Pagal Hai            | Hindi            | Yash Chopra              |                                                       |
| 1998 | Kuch Kuch Hota Hai          | Hindi            | Karan Johar              |                                                       |
| 1999 | Sarfarosh                   | Hindi            | John Matthew Mathan      |                                                       |
| 2000 | Vanathai Pola               | Tamilisch        | Vikraman                 |                                                       |
| 2001 | Lagaan                      | Hindi / Englisch | Ashutosh Gowariker       |                                                       |
| 2002 | Devdas                      | Hindi            | Sanjay Leela Bhansali    |                                                       |
| 2003 | Munna Bhai M.B.B.S.         | Hindi            | Rajkumar Hirani          |                                                       |
| 2004 | Autograph Veer-Zaara        | Tamilisch Hindi  | Cheran Yash Chopra       |                                                       |
| 2005 | Rang De Basanti             | Hindi            | Rakesh Omprakash Mehra   | UTV Motion Pictures & Rakesh Omprakash Mehra Pictures |
| 2006 | Lage Raho Munna Bhai        | Hindi            | Rajkumar Hirani          | Vidhu Vinod Chopra                                    |
| 2007 | Chak De! India              | Hindi            | Shimit Amin              | Aditya Chopra                                         |
| 2008 | Oye Lucky! Lucky Oye!       | Hindi            | Dibakar Banerjee         | UTV Motion Pictures                                   |

Derzeit erhalten Produzent und Regisseur des Gewinnerfilms je einen Swarna Kamal und ein Preisgeld von 200.000 Rupien.